# SAILING BLASTER
『SAILING BLASTER』（セイリング・ブラスター）は、1984年6月25日にアルファレコードから発売された佐藤博5作目のオリジナル・アルバム。

## 解説
ソロ・アルバムは帰国後再デビュー2作目で、前作『awakening』より2年ぶりの発売。
タイトルは当初『BLUES BLASTER』の予定で、リズム隊にカシオペアの神保彰と櫻井哲夫の起用が検討された。
録音スタジオは当時佐藤が所属していたビーイングのスタジオ、スタジオ・バードマンが舞台となる。
前作はヴォーカリストとしての自分を意識しておらず、本作は佐藤にとって久々にヴォーカリストとしての自らの側面に立ち返ったアルバムで、肺活量を鍛えるべく制作中にスタジオ・バードマンの周囲を深夜1時過ぎ・2時過ぎといった時間に5分程度ジョギングをした。
9曲目は、多重録音の延長ではなく、当時六本木ピットインに出演した石田長生が率いたバンド、「The Voice&Rhythm II」に佐藤が刺激され、バンド編成で録音。

## 収録曲
全作曲・編曲：佐藤博
1. Sweet Inspiration - 3:38
  - 作詞：シンディ山本
  - 秋本奈緒美が「TELEPATHY」（日本語詞）としてカバー（アルバム『POISON 21』収録）
2. Eight Days A Week - 4:24
作詞・作曲：McCartney - Lennon
3. Always - 4:11
作詞：LORRAIN FEATHER
4. Love is Happening - 3:52
作詞：シンディ山本
5. Blues Blaster - 2:02
6. Jenny Lou - 4:17
作詞：Judith
7. Shine Foreve - 3:34
作詞：奈良橋陽子
8. I Feel Fine - 3:55
作詞・作曲：McCartney - Lennon
9. How ya been (Do Nai?) - 5:05
10. Sailing Blaster - 1:30

## ミュージシャン
- 佐藤博: ボーカル、コーラス、ピアノ、キーボード、プログラミング
- 岡本郭男: ドラム
- 正木五朗: ドラム
- 藤井裕: ベース
- 伊藤広規: ベース
- 鳥山雄司: ギター
- 石田長生: ギター
- 中島正雄: ギター
- 山岸潤史: ギター
- CINDY: コーラス
- 藤井美保: コーラス
- 奈良橋陽子: コーラス
- BOY AFRO: コーラス
- 妹尾隆一郎: ハープ[3]

### スタッフ
- ディレクター: 千装敏夫・中島正雄
- エンジニア: 野村昌之・Atsuhiko Sakamoto・Masahiro Shimada・小池光夫

## 使用機材

### Always
- ROLAND SYSTEM-100M, ROLAND MC-4, YAMAHA DX-7, ROLAND JUPITER-8[4]

### Love is Happening
- ROLAND SYSTEM-100M(DRUMS), ROLAND TR-909(DRUMS), MINI MOOG(BASS), ROLAND MC-4, YAMAHA DX-7, ACOUSTIC PIANO[4]